# Liste der denkmalgeschützten Objekte in Andelsbuch
Die Liste der denkmalgeschützten Objekte in Andelsbuch enthält die 14 denkmalgeschützten, unbeweglichen Objekte der Gemeinde Andelsbuch im Bregenzerwald.

## Denkmäler
| Foto |                 | Denkmal                                                                   | Standort                           | Beschreibung | Metadaten |
| ---- | --------------- | ------------------------------------------------------------------------- | ---------------------------------- | --- | --- |
| ja   | Datei hochladen | Kapelle Hll. Martin und Wendelin HERIS-ID: 23066 Objekt-ID: 19414         | Bersbuch Standort KG: Andelsbuch   | Die in den Jahren 1672 bis 1687 errichtete und 1869 umgestaltete Kapelle ist schlicht gehalten und hat einen Dachreiter über der westlichen Eingangsfassade. Über dem Eingang steht eine Figur des heiligen Martins in einer Nische. Der Innenraum ist flach gedeckt. Der Altar mit einem Bild des heiligen Nikolaus entstand um 1870. | BDA-Hist.: Q16006133 Status: § 2a Stand der BDA-Liste: 2025-06-30 Name: Kapelle Hll. Martin und Wendelin GstNr.: .179 Hl. Martin und Wendelin, Bersbuch                   |
| ja   | Datei hochladen | Gedenksäule Bezegg HERIS-ID: 24498 Objekt-ID: 20886                       | Bezegg 269 Standort KG: Andelsbuch | An der so genannten „Bezeggsul“ befand sich bis zum Jahr 1807 das Rathaus der freien Wälderrepublik. Die 1871 durch den Wiener Dombaumeister Friedrich von Schmidt errichtete Bezeggsul erinnert an den Standort dieses Gebäudes und die Zeit der umfassenden Sonderrechte der Wälder. | BDA-Hist.: Q15052108 Status: Bescheid Stand der BDA-Liste: 2025-06-30 Name: Gedenksäule Bezegg GstNr.: 2486 Bezeggsul                                                     |
| ja   | Datei hochladen | Kapelle Hl. Sebastian HERIS-ID: 23067 Objekt-ID: 19415                    | Buchen Standort KG: Andelsbuch     | Die 1638 errichtete Kapelle ist ein schlichter Rechteckbau mit Dachreiter. Im Inneren steht ein kleiner barocker Altar mit einem Altarbild, das die „Unbefleckte Empfängnis“ zeigt. | BDA-Hist.: Q15847056 Status: § 2a Stand der BDA-Liste: 2025-06-30 Name: Kapelle Hl. Sebastian GstNr.: 4412 Hl Sebastian in Andelsbuch                                     |
| ja   | Datei hochladen | Kapelle Hl. Sebastian HERIS-ID: 23059 Objekt-ID: 19407                    | Bühel Standort KG: Andelsbuch      | Die Sebastianskapelle im Ortsteil Bühel, ein schlichter Rechteckbau mit polygonalem Chorschluss, wurde in der ersten Hälfte des 17. Jahrhunderts errichtet. Sie hat ein Satteldach, über dem sich auf der Chorseite ein Glockenstuhl erhebt. | BDA-Hist.: Q15847057 Status: § 2a Stand der BDA-Liste: 2025-06-30 Name: Kapelle Hl. Sebastian GstNr.: .158                                                                |
| ja   | Datei hochladen | Kraftwerk Andelsbuch HERIS-ID: 17208 Objekt-ID: 13482                     | Bühel 359 Standort KG: Andelsbuch  | Das Andelsbucher Kraftwerk war das dritte Kraftwerk der Vorarlberger Kraftwerke und zum Zeitpunkt seines Baus im Jahr 1908 das größte Elektrizitätswerk Österreichs. | BDA-Hist.: Q1532875 Status: Bescheid Stand der BDA-Liste: 2025-06-30 Name: Kraftwerk Andelsbuch GstNr.: .380, .382, .383 Kraftwerk Andelsbuch                             |
| ja   | Datei hochladen | Bauernhof (Anlage) HERIS-ID: 17411 Objekt-ID: 13688seit 2013              | Hof 134 Standort KG: Andelsbuch    | Das als Einhof ausgeführte Bauernhaus in Hof 134, als einstiger Sitz der Landammänner Kaspar, Johann I. und Johann II. Fink auch von lokalhistorischer Bedeutung, gilt als authentisches Beispiel „der historischen bäuerlichen Bau- und Wohnkultur dieser Region“. | BDA-Hist.: Q15427966 Status: Bescheid Stand der BDA-Liste: 2025-06-30 Name: Bauernhof (Anlage) GstNr.: 83/6                                                               |
| ja   | Datei hochladen | Pfarrhof HERIS-ID: 23046 Objekt-ID: 19394                                 | Hof 143 Standort KG: Andelsbuch    | Andelsbuch verfügt über einen typischen Bregenzerwälder Pfarrhof. Das Erdgeschoß ist gemauert, die beiden Obergeschoße sind in verschindelter Strickbauweise ausgeführt. Gedeckt wird das Gebäude durch ein Vollwalmdach mit Gaupen. Als Eingang dient ein korbbogiges Portal, über welchem ein mit 1801 bezeichnetes Wappen des Klosters Mehrerau zu sehen ist.                                                                                              | BDA-Hist.: Q15840278 Status: § 2a Stand der BDA-Liste: 2025-06-30 Name: Pfarrhof GstNr.: 53/2                                                                             |
| ja   | Datei hochladen | Gasthaus Taube HERIS-ID: 23047 Objekt-ID: 19395                           | Hof 145 Standort KG: Andelsbuch    | Das ehemalige Gasthaus Taube, ein zweigeschoßiger kubischer Blockbau mit Walmdach, wurde um 1800 von Landammann Johann Fink erbaut. | BDA-Hist.: Q15811365 Status: Bescheid Stand der BDA-Liste: 2025-06-30 Name: Gasthaus Taube GstNr.: .13 Gasthof Taube (Andelsbuch)                                         |
| ja   | Datei hochladen | Wohnhaus, ehemalige Brauerei Geser HERIS-ID: 17412 Objekt-ID: 13689       | Hof 153 Standort KG: Andelsbuch    | Die ehemalige Brauerei Geser, ein zweigeschoßiger verschindelter Holzbau auf Bruchsteinmauerwerk, entspricht dem Bautyp des Bregenzerwälder Herrenhauses. Das Erscheinungsbild geht im Wesentlichen auf den Wiederaufbau nach einem Brand im Jahr 1806 zurück. | BDA-Hist.: Q15789695 Status: Bescheid Stand der BDA-Liste: 2025-06-30 Name: Wohnhaus, ehemalige Brauerei Geser GstNr.: 24/2                                               |
| ja   | Datei hochladen | Kapelle Zum Bild HERIS-ID: 21335 Objekt-ID: 17654                         | Meisten Standort KG: Andelsbuch    | Die Kapelle Zum Bild, ein schlichter Rechteckbau mit hölzernem Satteldach und Dachreiter, wurde 1690 errichtet. Zur Ausstattung zählen ein Kruzifix aus dem 18. Jahrhundert am Giebel, ein kleiner Altar des 17. Jahrhunderts mit einem Altarbild (Tod des heiligen Josefs) von 1840, Figuren der hll. Sebastian und Anna, eine übermalte Darstellung der hl. Katharina aus dem 17. Jahrhundert und ein Kreuzweg aus der zweiten Hälfte des 19. Jahrhunderts. | BDA-Hist.: Q16216272 Status: § 2a Stand der BDA-Liste: 2025-06-30 Name: Kapelle Zum Bild GstNr.: .48/2 Kapelle Zum Bild in Meisten, Andelsbuch                            |
| ja   | Datei hochladen | Kapelle Hl. Antonius HERIS-ID: 23068 Objekt-ID: 19416                     | Ruhmanen Standort KG: Andelsbuch   | Die Kapelle wurde 1664 von dem Wundarzt Meister Johann Fetz und seiner Frau Barbara Metzler gestiftet. | BDA-Hist.: Q18589412 Status: § 2a Stand der BDA-Liste: 2025-06-30 Name: Kapelle Hl. Antonius GstNr.: .111 Hl. Antonius in Ruhmanen, Andelsbuch                            |
| ja   | Datei hochladen | Kath. Pfarrkirche hll. Petrus und Paulus HERIS-ID: 23063 Objekt-ID: 19411 | Standort KG: Andelsbuch            | Die Pfarrkirche St. Peter und Paul wurde 1710–1718 von Ignaz Beer errichtet und 1862/63 neoromanisch umgestaltet. | BDA-Hist.: Q16269200 Status: § 2a Stand der BDA-Liste: 2025-06-30 Name: Kath. Pfarrkirche hll. Petrus und Paulus GstNr.: 2/5 Pfarrkirche Hl. Petrus & Paulus (Andelsbuch) |
| ja   | Datei hochladen | Kriegerdenkmal HERIS-ID: 23064 Objekt-ID: 19412                           | Standort KG: Andelsbuch            | Das Kriegerdenkmal wurde zwischen 1918 und 1938 als dreiteiliges Steindenkmal mit Bronzetafeln errichtet. Der mittlere Steinsockel wird durch eine 1929 von Georg Matt geschaffene Bronzefigurengruppe bekrönt, die eine Frau und ein Kind darstellen, die versuchen einen Soldaten daran zu hindern, in den Krieg zu ziehen. | BDA-Hist.: Q15824426 Status: § 2a Stand der BDA-Liste: 2025-06-30 Name: Kriegerdenkmal GstNr.: 2/5                                                                        |
| ja   | Datei hochladen | Friedhof christlich HERIS-ID: 23065 Objekt-ID: 19413                      | Standort KG: Andelsbuch            | An der Nordseite der Kirche liegt der geschlossene Friedhof mit inneren Arkaden. Der Arkadenumgang mit Kreuzgratgewölbe umgrenzt den Friedhof. Die einheitlichen Grabsteine stammen großteils aus dem 19. Jahrhundert. Bemerkenswert ist das Grabmal von Jodok Fink, das 1930 vom Künstler und Architekten Alfons Fritz geschaffen wurde. | BDA-Hist.: Q18589411 Status: § 2a Stand der BDA-Liste: 2025-06-30 Name: Friedhof christlich GstNr.: 2/5                                                                   |